# Communauté de communes Terre de Camargue
Die Communauté de communes Terre de Camargue ist ein französischer Gemeindeverband mit der Rechtsform einer Communauté de communes im Département Gard in der Region Okzitanien. Sie wurde am 10. Dezember 2001 gegründet und umfasst drei Gemeinden. Der Verwaltungssitz befindet sich im Ort Aigues-Mortes.

## Mitgliedsgemeinden
| Gemeinde                                 | Einwohner 1. Januar 2022 | Fläche km² | Dichte Einw./km² | Code INSEE | Postleitzahl |
| ---------------------------------------- | ------------------------ | ---------- | ---------------- | ---------- | ------------ |
| Aigues-Mortes                            | 8.707                    | 57,78      | 151              | 30003      | 30220        |
| Le Grau-du-Roi                           | 8.513                    | 54,73      | 156              | 30133      | 30240        |
| Saint-Laurent-d’Aigouze                  | 3.651                    | 89,81      | 41               | 30276      | 30220        |
| Communauté de communes Terre de Camargue | 20.871                   | 202,32     | 103              | –          | –            |